# Bí mật tam giác vàng
Bí mật tam giác vàng là một bộ phim truyền hình được thực hiện bởi Công ty cổ phần truyền thông đa phương tiện Lasta, do Nguyễn Dương làm đạo diễn. Phim được chuyển thể từ tiểu thuyết Liên minh tay ba ở Tam giác vàng của tác giả Nguyễn Như Phong. Phim phát sóng vào lúc 21h00 thứ 2, 3, 4 hàng tuần, bắt đầu từ ngày 10 tháng 4 năm 2013 và kết thúc vào ngày 8 tháng 7 năm 2013 trên kênh VTV3.

## Nội dung
Bí mật tam giác vàng xoay quanh cuộc đấu trí giữa công an và tội phạm buôn bán, sản xuất, tàng trữ ma túy xuyên quốc gia tại ngã ba biên giới Tam giác Vàng Lào - Thái Lan - Myanmar – là nơi tập trung của tệ nạn buôn ma túy, cuộc sống giàu nghèo đối lập với bạo lực và mưu đồ chính trị, đồng thời cũng gắn liền với tên tuổi những ông trùm ma tuý cùng nhiều đường dây liên minh ma quỷ...

## Diễn viên
- Nguyễn Văn Tùng (Tùng Yuki) trong vai Vũ Hoàng Chiến (Chiến "Lão phật gia")[6]
- Mạnh Trường trong vai Thượng úy Trần Minh Hoàn[6]
- Dương Hồng Nhung trong vai Nathavon[6]
- Diễm Hằng trong vai Cay Xỉ[6]
- Nguyễn Văn Báu trong vai Thượng tá Nguyễn Đức Minh[6]
- Tạ Minh Thảo trong vai Thượng tá Trần Văn Chương[7]
- Nguyễn Sanh trong vai Bun Phênh
- Hoàng Chí Công trong vai Xổm Đi
- Hoàng Hải trong vai Đại úy Lê Văn Bá
- Hồ Phong trong vai Đỗ Thanh Tùng
- Chu Ngọc Hùng trong vai Trương Văn Quang
- Diệu Thuần trong vai Bun Xa Lì
- Hoàng Yến trong vai Miên
- Việt Thắng trong vai Đại tá Nguyễn Văn Trúc
- Bình Xuyên trong vai Đại tá Nguyễn Đức Vượng
- Quốc Quân trong vai Nguyễn Văn Bảy
- Cao Minh Đạt trong vai Nudon Charawat (Chó Điên)

Cùng một số diễn viên khác...

## Ca khúc trong phim
Bài hát trong phim là ca khúc "Bí mật tam giác vàng" do Hồ Duy sáng tác và Kasim Hoàng Vũ, Văn Thắng thể hiện.

## Sản xuất
Kịch bản phim được chuyển thể từ tiểu thuyết Liên minh tay ba ở Tam giác vàng do tác giả Nguyễn Như Phong viết và đã hoàn thành từ năm 2010, song từng nhiều lần bị từ chối do chi phí quá tốn kém. Với tổng số tiền lên đến 20 tỷ đồng, Bí mật tam giác vàng được coi là bộ phim truyền hình Việt Nam có chi phí sản xuất cao nhất lịch sử tại thời điểm ra mắt. Quá trình quay phim chính đã diễn ra trong khoảng bốn tháng, với ê-kíp làm phim gần 100 người và được quay tại bốn nước khác nhau lần lượt là Việt Nam, Lào, Thái Lan và Myanmar. Bộ phim ban đầu dự định sẽ dài 45 tập, nhưng sau đó đã giảm xuống còn 38 tập. Đây là phim Việt Nam đầu tiên khai thác đề tài về cuộc chiến chống ma túy diễn ra tại khu vực Tam giác Vàng.

## Đón nhận
Tại thời điểm phát sóng, bộ phim đã nhanh chóng tạo nên "cơn sốt" trong khán giả, được cho là vì nhiều cảnh quay đẹp, dàn diễn viên chắc tay và hùng hậu cùng kịch bản chân thực. Một tập phim sau khi đăng tải lên YouTube trong hai ngày đã thu hút gần 90.000 lượt xem. Giá quảng cáo trong khung giờ phát sóng phim cũng tăng 10% so với mặt bằng chung các bộ phim phát sóng trước, với giá cao nhất cho một TVC 30 giây là 70 triệu đồng.
Dù vậy, bộ phim vẫn bị cho là "nhiều sạn", chủ yếu là trong cách phát âm và đài từ của nhân vật. Tập cuối của phim cũng được đánh giá là "hụt hẫng" và "chán" vì các tình tiết chưa giải quyết hợp lý. Một số vai diễn chính trong phim bị nhận xét còn "mờ nhạt", "rập khuôn" và khiên cưỡng.